# Ginástica rítmica nos Jogos Pan-Americanos de 2023 - Grupo geral
A prova em grupo geral da ginástica rítmica nos Jogos Pan-Americanos de 2023 foi disputado em 2 de novembro de 2023 no Centro de Esportes Coletivos, localizado no cluster do Estádio Nacional. Um total de 35 ginastas de sete Comitês Olímpicos Nacionais (CON) participaram da competição.

## Calendário
Horário local (UTC−3).
| Data          | Hora  | Fase  |
| ------------- | ----- | ----- |
| 2 de novembro | 18:30 | Final |

## Medalhistas
|  | BRA Brasil                                                                         |  | MEX México                                                              |  | USA Estados Unidos                                                              |
|  | Bárbara Urquiza Victória Borges Gabriella Coradine Giovanna Oliveira Nicole Pircio |  | Julia Gutiérrez Ana Flores Kimberly Salazar Adirem Tejeda Dalia Alcocer |  | Isabelle Connor Gergana Petkova Katrine Sakhnov Karolina Saverino Hana Starkman |

## Resultados
As equipes participantes realizaram uma rotina qualificatória dos 5 arcos e outra das 3 fitas + 2 bolas, com a soma das duas pontuações definindo as medalhistas.
| Pos.              | Equipe                                                                                                   | 5          | 3 + 2      | Total  |
| ----------------- | --- | ---------- | ---------- | ------ |
| Medalha de ouro   | BRA Brasil Bárbara Urquiza Victória Borges Gabriella Coradine Giovanna Oliveira Nicole Pircio            | 35.400 (1) | 29.050 (1) | 64.450 |
| Medalha de prata  | MEX México Julia Gutiérrez Ana Flores Kimberly Salazar Adirem Tejeda Dalia Alcocer                       | 34.150 (2) | 27.600 (2) | 61.750 |
| Medalha de bronze | USA Estados Unidos Isabelle Connor Gergana Petkova Katrine Sakhnov Karolina Saverino Hana Starkman       | 31.500 (3) | 26.800 (3) | 58.300 |
| 4                 | VEN Venezuela María Domínguez Rocelyn Palencia Yelbery Rodríguez Gabriela Rodríguez Isabella Bellizzio   | 26.650 (6) | 23.200 (4) | 49.850 |
| 5                 | COL Colômbia Kizzy Rivas Natalia Jiménez Karen Duarte Laura Patiño Adriana Mantilla                      | 26.250 (7) | 20.550 (5) | 46.800 |
| 6                 | CAN Canadá Katherina Bakhmutova Emily Huseynov Karina Kamenetsky Christina Savchenko Victoria Smolianova | 28.650 (4) | 17.800 (7) | 46.450 |
| 7                 | CHI Chile Anneli Sepúlveda Martina Espejo Josefina Romero Isabel Lozano Annabela Ley                     | 26.650 (5) | 19.650 (6) | 46.300 |